# Ізгої
Ізго́ї — у Русі XI—XII століть люди, що вийшли зі свого звичайного суспільного становища через всілякі обставини й перебували під опікою церкви.
Останнім часом[коли?] слово «ізгой» також неправильно[джерело?] вживається у тому ж сенсі, що й «бані́т», «бани́т», «па́рія», «вигна́нець», тобто «людина, оголошена поза законом», «викинута з суспільства» (пор. також «країни-ізгої»)[джерело?].

## Етимологія
Слово «ізгой» походить від д.-рус. изгой, утвореного з прийменника изъ («з-») та дієслова гоити («живити», «влаштовувати», «давати притулок»; пор. загоїти), який є каузативом дієслова «жити» (аналогічно гноїти/гнити і поїти/пити): прасл. *gojiti і *giti > žiti з переходом «ґ» у «ж» за першим пом'якшенням. Ізгой — це людина «зжита», вибита зі звичайної колії, позбавлена свого попереднього стану.
Пояснення слова як кальки з давньоісландського utlagr, utlaegr («вигнаний з країни») або виведення з гот. *usguaja непереконливі.

## Історія
Церковний устав князя Всеволода Мстиславича (XII століття, за деякими припущеннями — XIV століття) називає 4 категорії ізгоїв:
- не тямущий грамоти попів син;
- холоп, що викупився з холопства;
- купець, що заборгував;
- князь, позбавлений володінь.

Три ізгоя: як попів син не знає грамоти; холоп з холопства викупився; купець позичав; а до цього додамо й четверте ізгойство: якщо князь осиротіє.
Оригінальний текст (давньоруська)
Изгои трои: поповъ сынъ грамотѣ не умѣетъ, холопъ изъ холопства выкупится, купецъ одолжаетъ; а се и четвертое изгоиство и себѣ приложимъ: аще князь осиротѣетъ.

Отож князем-ізгоєм іменували «осиротілого», позбавленого уділу князя, якому батько чи старші родичі не встигли (через передчасну смерть) передати спадок (див. також Rota system).
Більшість ізгоїв походила, можливо, з холопів, що викупилися або яких відпустили на волю, та знедолених людей, вигнанців.
Відмінності у становищі ізгоїв залежали від того, з якого середовища люди потрапили в ізгойство. І серед перших, і серед других могли бути як жителі міст, так і селяни. Значний контингент феодально залежних ізгоїв формувався з холопів, які викупилися на волю, вони зазвичай не поривали зв'язків з господарем і залишалися під його владою. Однак траплялися випадки, коли холоп, який звільнився, ішов від свого господаря. Такі ізгої (вільновідпущеники) звичайно потрапляли у залежність від церкви. Поряд з ізгоями вільновідпущениками у Київській Русі траплялись ізгої — вихідці з вільних верств давньоруського суспільства (ізгой залишався вільним, доки сам не ставав закупом або холопом).
У XIV столітті ізгої як окрема категорія людей перестали існувати.